# Дімітар Церов
Дімітар Церов (болг. Димитър Церов; 1942, Софія) — болгарський дипломат. Тимчасово повірений у справах Болгарії в Україні (1992).

## Життєпис
Народився у 1942 році в Софії. Закінчив юридичний факультет Софійського університету святого Климента Охридського.
У 1992 році — Тимчасово повірений у справах Болгарії в Україні.